# Nachtschatten
Nachtschatten (Solanum) ist eine Pflanzengattung in der Familie der Nachtschattengewächse (Solanaceae). Die Gattung enthält etwa 1400 Arten. In der Regel sind es krautige Pflanzen, die aufrecht bis kriechend, manchmal auch rankend wachsen. In den Tropen gibt es auch verholzende Arten: Sträucher und sogar bis zu 20 m hohe Bäume.
Bekannte Nutzpflanzen der Gattung sind die Kartoffel (Solanum tuberosum), die Aubergine (Solanum melongena) und die Tomate (Solanum lycopersicum), es gibt jedoch noch eine Vielzahl anderer Arten, die als Nahrungsmittel, Arzneipflanzen (Solanum nigrum und Solanum dulcamara) oder Zierpflanzen Bedeutung für den Menschen haben. Viele Nachtschatten sind für den Menschen giftig oder haben giftige Teile. Ursache sind zumeist diverse Alkaloide.
Unter anderem auf Grund der Größe der Gattung ist die Systematik noch sehr unsicher. Beispielsweise wurden die Tomaten und die Tamarillos lange Zeit in den eigenständigen Gattungen Lycopersicon beziehungsweise Cyphomandra eingeordnet, aktuell werden diese Gruppen der Gattung Nachtschatten untergeordnet.

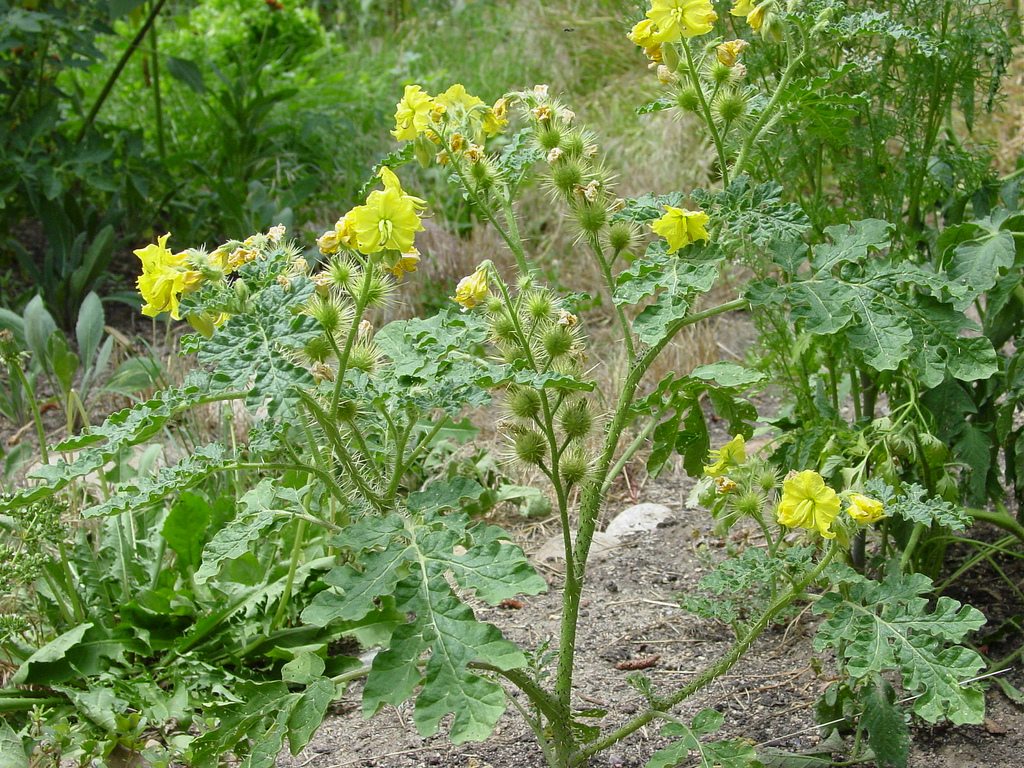
Solanum rostratum

## Beschreibung

### Vegetative Merkmale
Nachtschatten-Arten sind kurzlebige oder ausdauernde krautige Pflanzen oder verholzende Pflanzen, die als Sträucher, Lianen oder Bäume wachsen und bis zu 20 m hoch werden können oder auch niederliegend oder kletternd sind. Die Sprossachse weist ein sympodiales Verzweigungsschema auf, das heißt, die Sprossachse teilt sich während des Wachstums immer weiter in Nebensprosse auf. Es existieren ausläufer-, rhizom-, knollen- oder brutkörperbildende Vertreter. Teilweise besitzen die Sprossachsen Stachel oder sind mit Trichomen behaart. Die Trichome können sehr vielgestaltig sein, es gibt einfache, drüsige, sternförmig, baumartig oder seeigelartig verzweigte Ausprägungen (Indument). Die Stacheln sind meist an den Sprossachsen, den Laubblättern oder am Blütenkelch zu finden, sie können gerade oder zurückgebogen, dünn und nadelartig oder auch mit einer verbreiterten Basis versehen sein.
Die Blätter aller Nachtschatten-Arten stehen wechselständig, oftmals erscheinen die Blattstände jedoch gegenständig oder paarig, was durch komplexe Wachstumsschemen hervorgerufen werden kann. Die Laubblätter sind gestielt oder seltener auch sitzend. Die Blattspreiten sind einfach oder zusammengesetzt. Der Blattrand ist ganzrandig, gezähnt, gelappt oder gebuchtet.

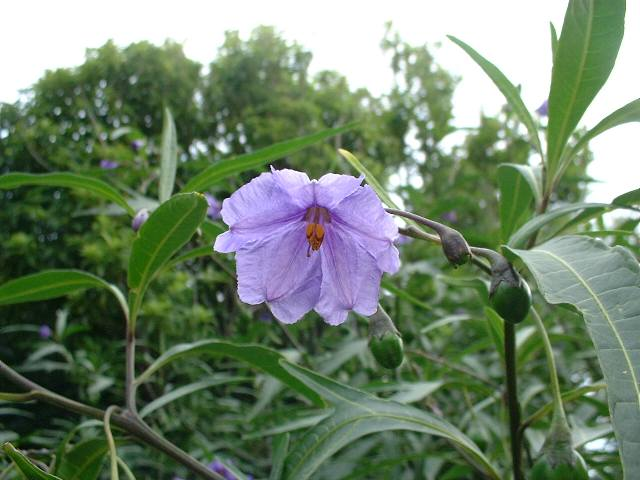
Känguruapfel (Solanum aviculare)

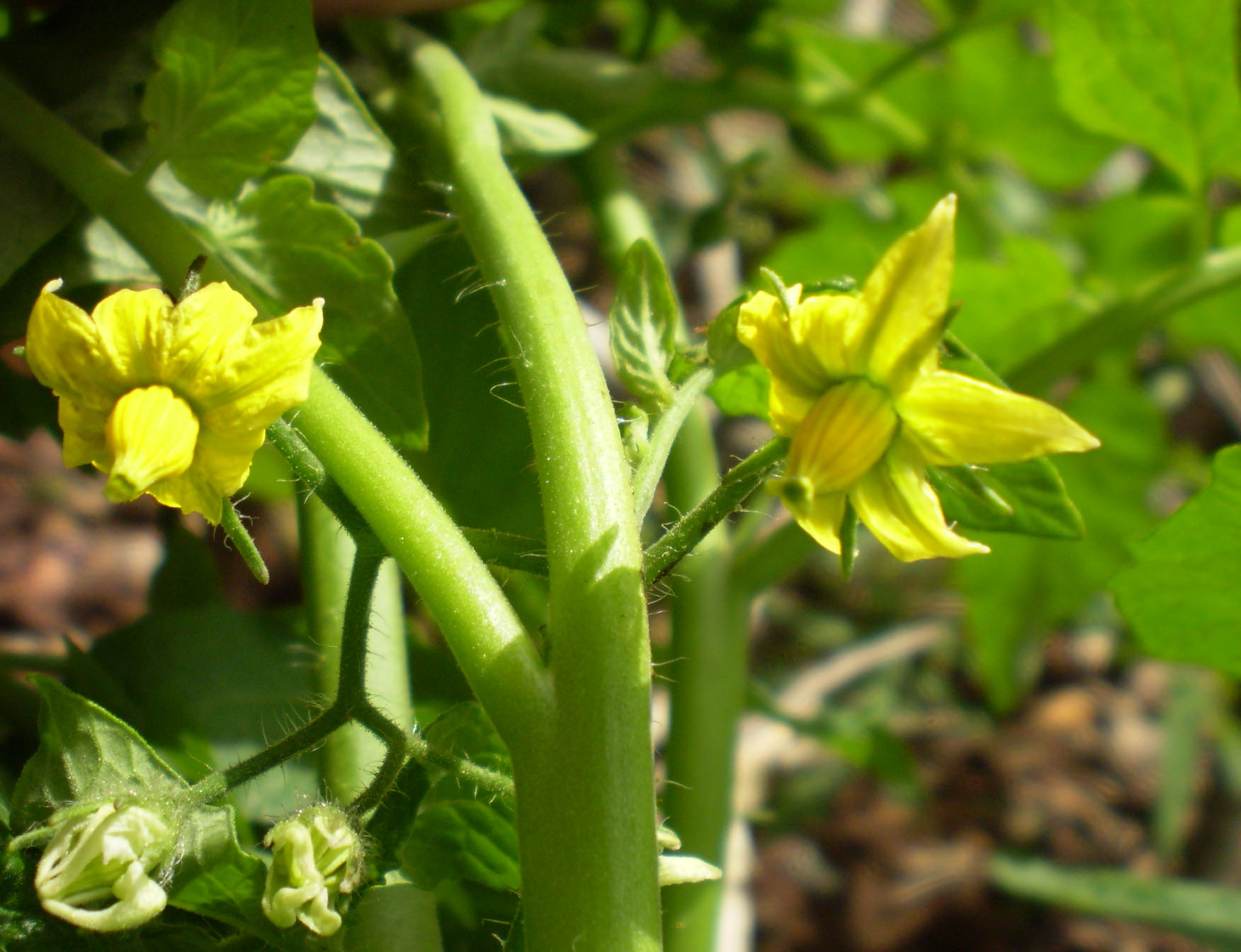
Tomate (Solanum lycopersicum)

### Blüten und Blütenstände
Die Blütenstände entstehen terminal, in den Verzweigungsachseln, den Blättern gegenständig oder auch außerhalb von Verzweigungen. Sie bilden dichotom oder einachsig verzweigende, gelegentlich auch wickelartige Trugdolden aus zwei bis zehn, seltener bis 20, aber auch bis zu 300 Blüten. Sie sind oft traubig oder doldenrispig angeordnet, in vielen Arten sind die Blütenstände jedoch zu einfachen, traubigen, eingabeligen Strukturen reduziert.
Die Blüten sind überwiegend klein, stehen nur selten einzeln, sind fast sitzend oder kurz gestielt, gelegentlich zygomorph (monosymmetrisch). Eingeschlechtige Blüten treten sehr selten auf, meist stehen dann an der Basis des Blütenstandes vollständig zweigeschlechtliche Blüten, während die äußeren Blüten nur männliche Fortpflanzungsorgane besitzen, Zweihäusigkeit tritt nur in Ausnahmefällen auf. Die Blütenhülle ist meistens fünfzählig, gelegentlich aber auch vier-, sechs- oder zehnzählig. Der glockenförmige Kelch besteht aus fünf Kelchlappen oder -segmenten, die sich zum Teil nach der Blühphase vergrößern. Die Blütenkrone ist weiß, grün, gelb, pink oder violett gefärbt, ihr fehlt der innere Ring aus Trichomen, sie ist radförmig, breit glockenförmig-radförmig oder sternförmig. Rein glockenförmige Kronen wie in Solanum fiebrigii sind nur von sehr wenigen Arten bekannt. Die Kronröhre ist sehr kurz, der Saum ist fünfwinkelig, stark unterteilt oder leicht gelappt, wobei die Lappen bzw. Segmente abstehend oder zurückgebogen sind. Die Befruchtung der Blüten erfolgt überwiegend durch pollensammelnde Bienen.
Die fünf Staubblätter sind meist gleich lang, manchmal treten aber auch Staubblätter unterschiedlicher Länge innerhalb einer Blüte auf, dann ist ein Staubblatt länger als die anderen vier. Die Staubfäden sind allgemein deutlich kürzer als die Staubbeutel, nur selten sind sie gleich lang oder sogar länger. Die Staubfäden unterteilen sich für gewöhnlich in zwei Sektoren: Der basale Teil ist mit den entsprechenden Teilen der benachbarten Staubfäden und komplett mit der Kronröhre verwachsen, der von der Basis entferntere Teil ist meist etwas kürzer als der erste Teil, steht gelegentlich frei, kann aber auch mit den benachbarten Teilen verwachsen, so dass ein 0,2 bis 1,5 mm breiter Ring entsteht. Die Staubbeutel sind teilweise zur Spitze hin zugespitzt, manchmal an der Spitze etwas breiter als an der Basis. Sie können einander zugeneigt sein oder nicht; in Ausnahmefällen sind sie teilweise oder komplett miteinander verwachsen. Sie springen normalerweise von oben beginnend löcherig oder löcherig entlang der Längsachse auf; teilweise folgt ein Riss entlang der Längsachse, der kurz sein kann, aber auch die Basis des Staubbeutels erreichen kann. Von diesem Schema weichen die Arten der Sektion Lycopersicum (der früheren Gattung der Tomaten) ab, bei denen die Staubbeutel mit länglichen Rissen aufspringen. Die Pollenkörner sind normalerweise dreifaltig, bei einigen Arten ist ein Teil auch vierfaltig, die Außenschicht der Pollenkornwand ist gekörnt. In den Fällen, in denen Zweihäusigkeit auftritt, ist der Pollen, der in den weiblichen Blüten ausgebildet wird, aperturlos. Die Größe der Pollenkörner ist meistens klein (10 bis 25 µm), seltener mittelgroß (25 bis 28 (30) µm) und in Ausnahmefällen größer (41 bis 45 µm).
Nektarien fehlen. Zwei Fruchtblätter sind zu einem zweikammerigen Fruchtknoten verwachsen. Der Griffel ist unbehaart oder mit Trichomen besetzt, gerade oder gebogen, zylindrisch oder in den basalen zwei Dritteln vergrößert, selten umgekehrt pfriemförmig. Bei einem Teil der Arten sind die Griffel dimorph, es existieren dann gleichzeitig Blüten mit kurzen und langen Griffeln. Die Narbe ist kugelförmig und nicht abgeflacht, sattelförmig oder scheibenförmig und nicht abgeflacht.

### Früchte

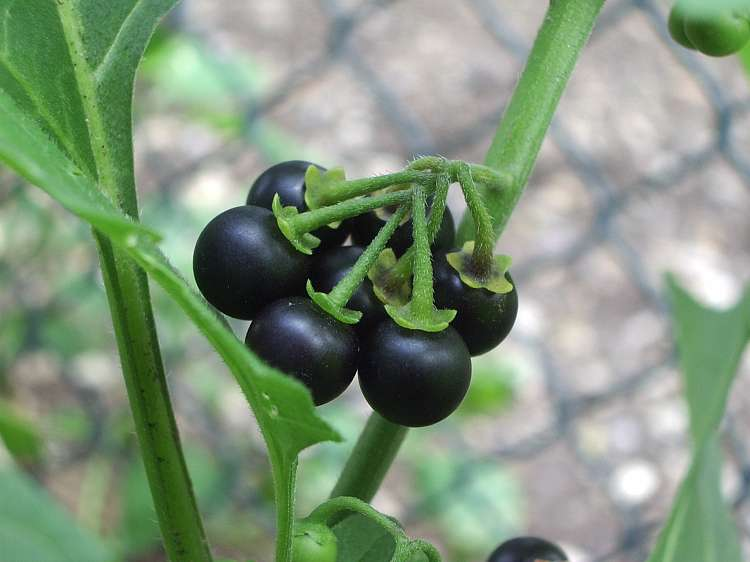
Früchte des Schwarzen Nachtschattens (Solanum nigrum)

Die Früchte sind Beeren mit saftigem, schleimigem oder fleischigem Perikarp mit oder ohne Steinzellen, teilweise gibt es davon Abweichungen, dann können die Früchte verholzt oder trocken sein, aufspringend und zur Kapselfrucht werdend. Die Form der Beeren ist meist mehr oder weniger kugelförmig, meist 9 bis 20 (5 bis 35) mm im Durchmesser, teilweise aber auch noch größer. Der Kelch bleibt an der Frucht bestehen, biegt sich teilweise zurück und/oder vergrößert sich. Für gewöhnlich befinden sich in einer Frucht etwa 20 bis 80 Samen, es gibt jedoch auch Arten mit bis zu 1600 bis 1800 Samen je Frucht. Die Samen sind scheiben- oder nierenförmig, stark eingedrückt, 1,2 bis 4 (selten bis 7 oder 8) mm lang, meist etwas grubig. Der Embryo ist stark schraubenförmig, die Kotyledonen sind kürzer als der restliche Embryo, das Endosperm ist reichlich ausgeprägt.

## Verbreitung und Habitate
Die Nachtschatten besitzen weltweite Verbreitung mit Ausnahme der Gebiete nahe dem Nordpol. Diversitäts- und Endemismuszentren liegen vor allem in den Anden sowie in Nordamerika und Mexiko, Mittelamerika, dem Osten Brasiliens, der Karibik, Australien, Afrika und Madagaskar.
Innerhalb dieser Verbreitungsgebiete haben sich die Nachtschatten-Arten an eine große Zahl unterschiedlicher Habitate angepasst. Sie kommen in Höhenlagen von 0 bis zu 4500 m vor und bevölkern auch Gebiete mit extremen Umweltbedingungen wie Wüsten und Regenwälder.

## Chromosomenzahl
Aufgrund der Größe der Gattung und der teilweise unklaren Systematik existiert noch keine vollständige Untersuchung über die Chromosomenzahl innerhalb der Gattung. Die meisten untersuchten Arten haben jedoch eine Basis-Chromosomenzahl von {\displaystyle x=12}, sind diploid und besitzen damit 24 Chromosomen. Polyploidie ist sehr häufig anzutreffen, so gibt es Vertreter mit Chromosomensätzen von {\displaystyle 2n=4x=48}, {\displaystyle 2n=6x=72} und {\displaystyle 2n=8x=96}. Ausnahmen sind sieben bekannte Arten der australischen Sektion Archaesolanum mit {\displaystyle x=23}, Solanum bullatum mit {\displaystyle n=15} und die Kuheuterpflanze mit {\displaystyle n=11}.

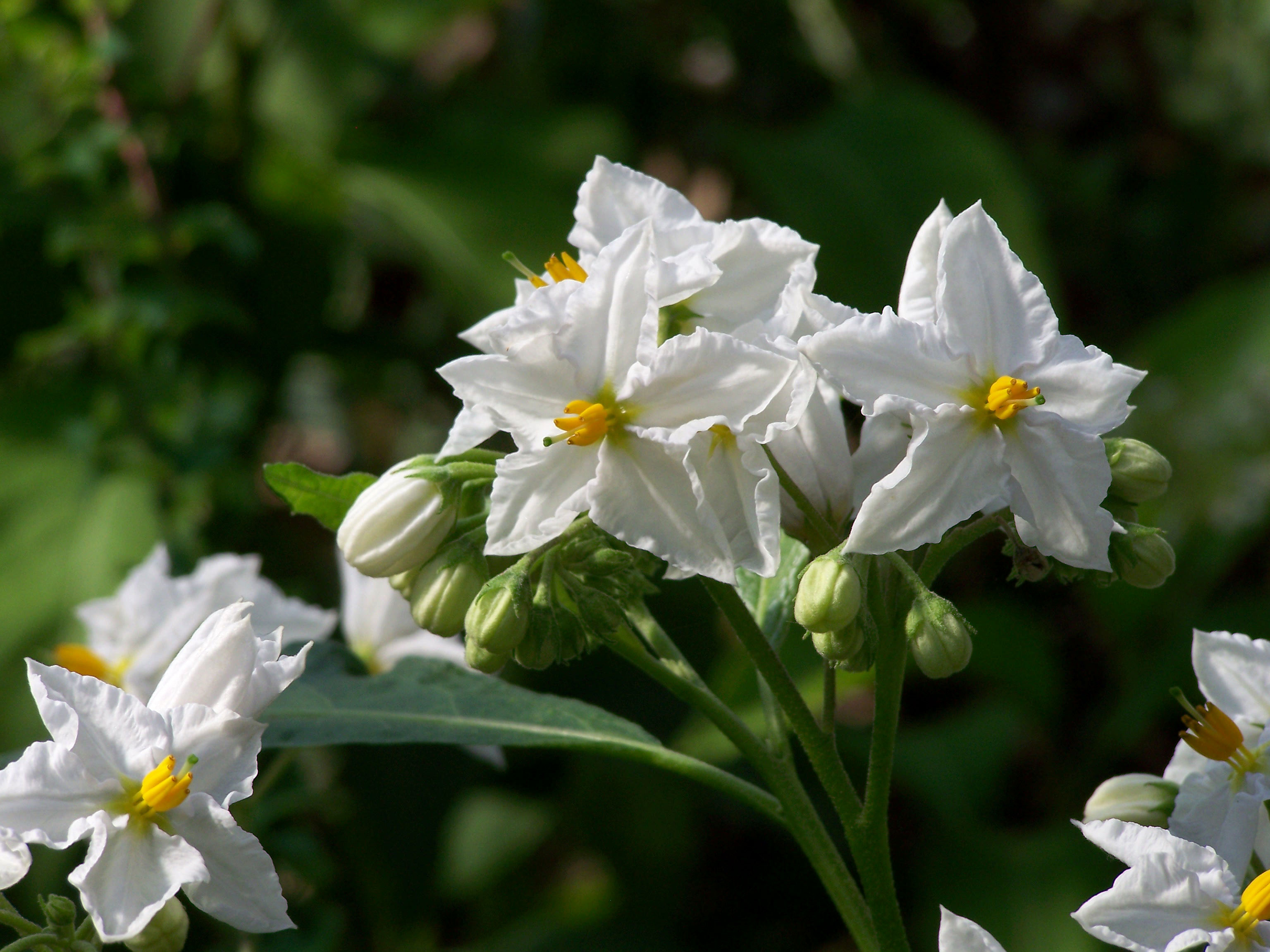
Solanum bonariense

## Systematik

### Innere Systematik
Die am weitesten verbreitete Systematik, die auf morphologischen Merkmalen beruht, ist die 1972 von William D’Arcy aufgestellte und 1991 erweiterte Systematik. Er unterteilt die Gattung in folgende sieben Untergattungen. Diese Untergattungen wurden durch ihn zunächst in 52, in der erweiterten Systematik in 64 Sektionen unterteilt. Armando Hunziker beruft sich in seinem 2001 erschienenen Werk „The Genera of Solanaceae“ auf die Systematik D'Arcys von 1972, übernimmt aber aufgrund neuerer morphologischer Arbeiten nicht alle Sektionen und ordnet andere innerhalb der Gattung um. Im Falle der Untergattung Leptostemonum diskutiert Hunziker die Einteilungen von D'Arcy (22 Sektionen), Whalen (33 Gruppen) und Nee (10 Sektionen), ohne sich jedoch auf eine eigene Einteilung festzulegen. Die folgende Aufstellung zeigt die Einteilung der Gattung nach dem Stand Hunzikers.
1. Solanum subg. Archaesolanum Marzell
2. Solanum subg. Bassovia (Aubl.) Bitter
3. Solanum subg. Leptostemonum (Dunal) Bitter
4. Solanum subg. Lyciosolanum Bitter
5. Solanum subg. Minon Raf. (nach D'Arcy 1972 und Hunziker 2001 subg. Brevantherum (Seithe) D'Arcy)
Sektionen Brevantherum Seithe, Holophyllum (G.Don) Walp.
6. Solanum subg. Potatoe (G. Don) D'Arcy
Sektionen Basarthrum, Dulcamara, Etuberosum, Glaucophyllum A.Child,  Jasminosolanum Seithe, Neolycopersicon, Petota, Rhychantherum
7. Solanum subg. Solanum
Sektionen Afrosolanum, Benderianum, Chamaesarachidium, Capanulisolanum Bitter, Delitescens Barboza & Hunz., Episarcophyllum Bitter, Geminata, Lemurisolanum, Macronesiotes, Pseudocapsica Roem. & Schult., Quadrangulare, Solanum

Ohne Einordnung in eine der Untergattungen verbleiben nach Hunziker die Sektionen Herpystichum, Herposolanum, Cyphomandropsis und Regmandra. Die von D'Arcy als Sektion beschriebenen Normania erhalten nach Hunziker wieder den Status einer eigenständigen Gattung.
Eine phylogenetische Untersuchung anhand von ndhF-Daten (Nicotinamidadenindinukleotid-Dehydrogenase Typ F) von 115 Nachtschatten-Arten durch Lynn Bohs ergab, dass einige der von D'Arcy verwendeten Untergattungen nicht monophyletisch sind. Nach ihren Ergebnissen kann die Gattung Solanum in zwölf große Kladen unterteilt werden. Im Gegensatz zur Systematik D'Arcys sind hier die Tomaten (Lycopersicon), Tamarillos (Cyphomandra), Normania und Triguera als Sektionen innerhalb der Gattung Solanum betrachtet.
1. Thelopodium-Klade
2. Regmandra-Klade
3. Arachaesolanum-Klade
4. Normania-Klade
5. Afrikanische, nicht-stachelige Klade
6. Kartoffel-Klade
7. Morelloid/Dulcamaroid-Klade
  1. Morelloid-Klade
  2. Dulcamaroid-Klade
8. Wendlandii/Allophyllum-Klade
9. Cyphomandra-Klade
10. Geminata-Klade
11. Brevantherum-Klade
12. Leptostemonum-Klade

Eine endgültige Systematik kann jedoch auch aufgrund dieser Untersuchungen noch nicht aufgestellt werden, da zum einen die Verhältnisse unter den Kladen durch die Ergebnisse nicht eindeutig zu bestimmen sind und die Ergebnisse zum anderen durch entsprechende Untersuchungen anderer Gene, sowie morphologischer und biochemischer Eigenschaften bestätigt werden müssten.

## Botanische Geschichte

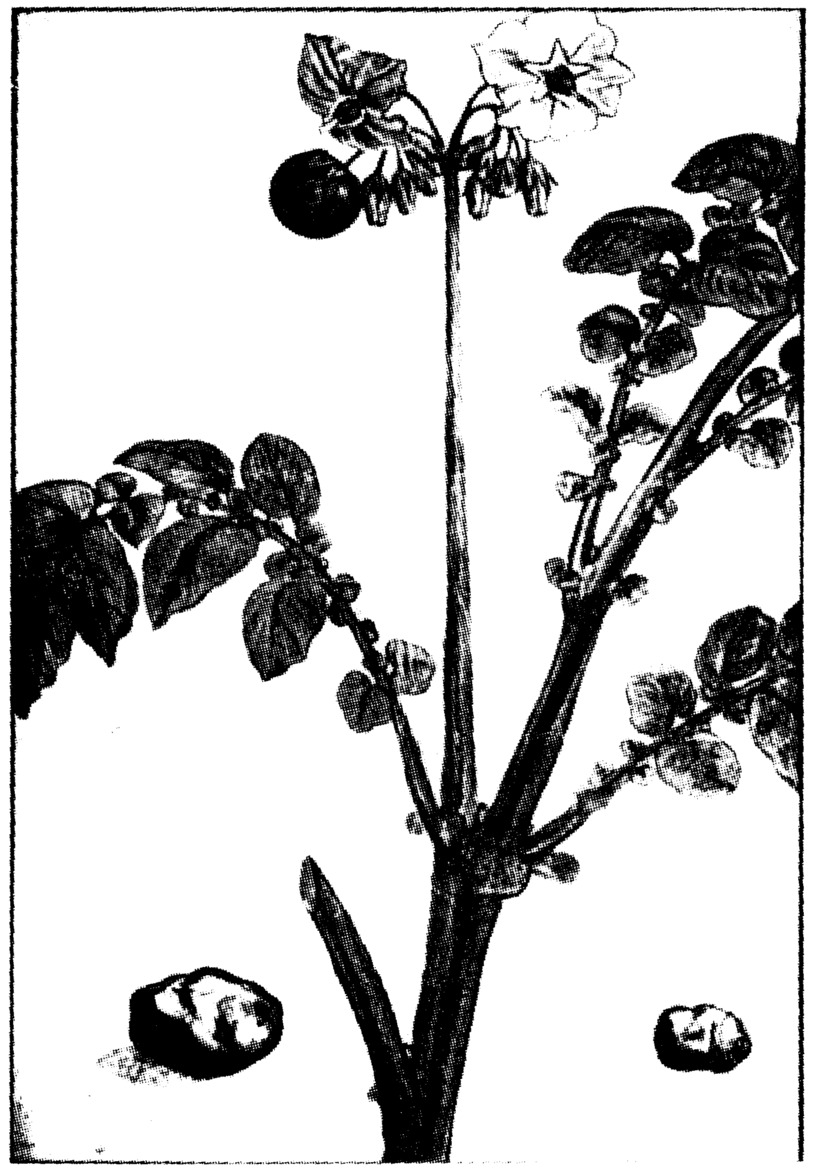
Frühe Darstellung der Kartoffel (Solanum tuberosum) von Charles de l’Écluse (1583)

Die Erstbeschreibung der Gattung erfolgte 1753 durch Carl von Linné in seinem Werk Species Plantarum, insgesamt listete er 23 Arten unter dem Gattungsnamen Solanum, hauptsächlich europäische und amerikanische Arten. Unter anderem nahm er dabei auf die Arbeiten von Dillenius aus dem Jahr 1732 Bezug. In der Folgezeit nahm die Anzahl der Arten, die dieser Gattung zugeordnet wurden, stetig zu. In der 1813 veröffentlichten Arbeit Michel Félix Dunals Histoire naturelle, médicale et économique des Solanum et des genres qui ont été confundus avec eux wurden insgesamt 235 Arten unterschieden, in der überarbeiteten Version von 1816 bereits 321. Für das von Alphonse Pyrame de Candolle herausgegebene Prodromus systematis naturalis regni vegetabilis verfasste Dunal bis 1852 eine umfassende Monographie der Gattung mit einem Umfang von etwa 900 Arten. Die Gattungen Lycopersicon und Cyphomandra, die heute als Sektionen Lycopersicum beziehungsweise Pachyphylla zur Gattung Solanum gezählt werden, führte er in dieser Arbeit als separate Gattungen.
Dunal teilte die Nachtschatten zunächst in zwei Gruppen, Inermia für Arten mit Stacheln und Aculeata für Arten ohne Stacheln. Bis 1852 entwickelte er daraus einen ersten Ansatz, die Gattung in Sektionen zu unterteilen, der zudem weitere morphologische Merkmale wie die Form der Staubbeutel beachtete. Eine weitere Unterteilung stellte Georg Bitter 1919 vor, bezog sich dabei aber auf die gleichen Merkmale wie Dunal.
Die 1962 vorgestellte Unterscheidung der Gattung durch Almuth Seithe bezog sich jedoch nicht auf Staubbeutel und Stacheln, sondern alleinig auf die Morphologie der Trichome. Dieses System wurde 1970 durch Siegfried Danert um Merkmale des Verzweigungsschemas der Sprossachse und des Triebes erweitert. All diese Merkmale bildeten Grundlage für die Systematik der Gattung, die 1972 durch William D’Arcy aufgestellt wurde und die Gattung in sieben Untergattungen aufteilt, welche lange Zeit die meist verwendete Systematik darstellte. D'Arcy erweiterte sein System 1991 um weitere Sektionen und benannte dabei eine Sektion um. Weiteren Ansätze zur Unterteilung der Gattung stellten 1999 Michael Nee (jedoch nur für Arten der Neuen Welt) und 2001 A. Child und R.N. Lester vor. Armando Hunziker beruft sich in seinem 2001 veröffentlichten Buch The Genera of Solanaceae auf die Einteilung durch D'Arcy mit dem Stand von 1972, nimmt jedoch kleinere Änderungen vor, um aktuellere wissenschaftliche Erkenntnisse in die Aufteilung einzubeziehen. Die meisten Arbeiten führen zwar Merkmale beziehungsweise die charakteristischen Arten der Untergattungen, Sektionen und Serien auf, eine komplette Liste der enthaltenen Arten wird nur von Nee aufgestellt. Dadurch ist ein Vergleich der unterschiedlichen Arbeiten nur schwer möglich.
Trotz intensiver Erforschung der Gattung wurde seit Dunals Veröffentlichung 1852 keine vollständige Bearbeitung der Gattung bis auf Artebene veröffentlicht. Seit 2004 arbeiten Forschergruppen unter Leitung von Lynn Bohs (University of Utah), Sandra Knapp (Natural History Museum, London), Michael Nee (New York Botanical Garden) und David Spooner (University of Wisconsin) an einer neuen, vollständigen Monographie der Gattung. Gefördert wird das gemeinsame Projekt durch die US-amerikanische National Science Foundation.
Ein wichtiges Ergebnis dieser Arbeiten ist die 2005 durch Lynn Bohs und 2007 durch Terri Weese und Lynn Bohs aufgestellte Unterteilung nach kladistischen Gesichtspunkten, die insgesamt 13 große Kladen innerhalb der Gattung beschreibt.

## Namensherkunft
Der Name Nachtschatten (früher auch Nachtschatt) leitet sich vom althochdeutschen nahtscato bzw. mittelhochdeutschen nahtschate ab. Für die Deutung des Namens gibt es mehrere Theorien. Zum einen könnten mit „nächtlicher Schatten“ die dunklen Beeren des Schwarzen Nachtschattens gemeint sein, andererseits ist auch die medizinische Wirkung der Pflanzen (vor allem vom Schwarzen Nachtschatten, aber auch vom „Roten“ Nachtschatten, Solanum dulcamara, und anderen Nachtschattengewächsen), eine mögliche Herleitung. Otto Brunfels schreibt 1532 in seinem Contrafayt Kreüterbuch: „Diß kraut würt auch sonst gebraucht, wider die schäden die die hexen den leuten zufügen, und das uff mancherley weiße, noch gelegenheit des widerfarenden schadens, nicht on sonderliche supersticion und magia. Würt deßhalb in sonderheyt Nachtschatt genannt.“ Johann Christoph Adelung (1808) sieht den Ursprung des Namens in Verbindung mit den Kopfschmerzen (Schaden), welche die nachts stark duftenden Blüten der Pflanzen verursachen.
Der Gattungsname Solanum wurde durch Linné von anderen Autoren übernommen, die damalige Bedeutung umfasste unter anderem Tollkirsche (Atropa), Paprika (Capsicum), Stechapfel (Datura), Blasenkirschen (Physalis) und die Nachtschatten (Solanum). Zum Teil wurden jedoch auch ganz andere Pflanzengruppen diesem Namen untergeordnet, beispielsweise Wunderblumen (Mirabilis), Einbeeren (Paris) und Kermesbeeren (Phytolacca). Die Herkunft des wissenschaftlichen Namens ist ebenso wie die des deutschen Namens nicht geklärt. Die Verbindung zum lateinischen sōl (Sonne), die von einigen Autoren genannt wird, ist laut Genaust nicht anzunehmen, wahrscheinlicher ist die Ableitung vom lateinischen solari (trösten, lindern), was auf die medizinische Wirkung geringer Dosen von Nachtschattengewächsen hinweisen könnte.